# Barbara Jordan (politicus)
Barbara Charline Jordan (Houston, 21 februari 1936 – Austin, 17 januari 1996) was een Amerikaanse advocate en politica die betrokken was bij de burgerrechtenbeweging.

## Biografie
Barbara Jordan werd geboren en groeide op in Houston (Texas). Haar vader Benjamin Jordan was een baptistische voorganger en haar moeder was een onderwijzeres. Tijdens haar middelbare-schooljaren hoorde ze een speech van Edith S. Sampson en die inspireerde haar om advocaat te worden. Ze ging studeren aan de Texas Southern University en haalde daar een master in politicologie en geschiedenis. Gedurende Jordans studententijd wist ze uit te groeien tot een debatkampioen en versloeg ze zelfs de kampioenen van Yale. In 1956 studeerde ze magna cum laude af en in 1959 slaagde ze ook aan de Boston University of Law.
In 1960 keerde ze terug naar Houston en begon ze een eigen advocatenpraktijk. In 1962 en 1964 ondernam Jordan vergeefs pogingen om zitting te nemen in het Huis van Afgevaardigden van Texas. Ze slaagde wel in 1966 en werd daarmee de eerste Afro-Amerikaan in dat huis sinds 1883. Jordan werd twee jaar later herkozen en in 1972 maakte ze de overstap naar het nationale Huis van Afgevaardigden. Een jaar later werd er bij haar multiple sclerose geconstateerd, maar bleef ze haar werk in de politiek voortzetten. Ze sprak zich als afgevaardigde uit voor een impeachment tegen president Richard Nixon en was vervolgens betrokken bij de hoorzittingen in de nasleep van het Watergateschandaal. 
Jordan stelde zich in 1979 niet meer herkiesbaar en werd professor in de ethiek op de Universiteit van Texas in Austin. In 1994 kreeg ze van president Bill Clinton de Medal of Freedom. Twee jaar later overleed ze op 59-jarige leeftijd aan de gevolgen van een longontsteking.

## Privé
Nancy Earl, een onderwijspsychologe, was ongeveer twintig jaar haar levensgezellin. Het paar had elkaar leren kennen tijdens een campagne eind jaren zestig. Toen de gezondheid van Jordan achteruit ging, was Earl haar verzorgster en overleefde haar.
- Bibliothèque nationale de France: cb12096627f (data)
- Gemeinsame Normdatei: 133740129
- International Standard Name Identifier: 0000 0000 8362 1021
- Library of Congress Control Number: n81063478
- MusicBrainz: d554f2a5-d1fc-44c1-a089-edcffbdc3aa9
- National Archives and Records Administration: 10568043
- Nationale Bibliotheek van Israël: 987007330685205171
- Nederlandse Thesaurus van Auteursnamen: 335830021
- SNAC: w6kn031b
- Système universitaire de documentation: 131892452
- Union List of Artist Names: 500341838
- Biographical Directory of the United States Congress: J000266
- Virtual International Authority File: 19706311
- WorldCat: E39PBJqQypJG4qvqMppXHDHQv3